# 노랑벤자리
노랑벤자리는 노랑벤자리과의 물고기이다. 몸길이는 약 25cm이다. 몸은 긴 타원형이며 옆으로 납작하다. 